# Oostenrijk op het Eurovisiesongfestival 1959
 Oostenrijk nam deel aan het  Eurovisiesongfestival 1959, gehouden  in Cannes, Frankrijk het was de 3de deelname van het land. 

## Selectieprocedure
Ferry Graf was intern geselecteerd door Oostenrijkse omroep om zijn land te vertegenwoordigen. Het lied Der K und K Kalypso aus Wien was speciaal voor het festival geschreven.

## In Cannes
Het festival werd gehouden op 11 maart.  Oostenrijk trad als 9de op. Na een ietwat lawaaiige uitvoering van Der K und K Kalypso aus Wien eindigde Graf op een 9de plaats met 4 punten goed voor 9de plaats.

1957 · 1958 · 1959 · 1960 · 1961 · 1962 · 1963 · 1964 · 1965 · 1966 · 1967 · 1968 · 1969-1970 · 1971 · 1972 · 1973-1975 · 1976 · 1977 · 1978 · 1979 · 1980 · 1981 · 1982 · 1983 · 1984 · 1985 · 1986 · 1987 · 1988 · 1989 · 1990 · 1991 · 1992 · 1993 · 1994 · 1995 · 1996 · 1997 · 1998 · 1999 · 2000 · 2001 · 2002 · 2003 · 2004 · 2005 · 2006 · 2007 · 2008-2010 · 2011 · 2012 · 2013 · 2014 · 2015 · 2016 · 2017 · 2018 · 2019 · 2020 · 2021 · 2022 · 2023 · 2024 · 2025